# Aznar / Lebón Volumen 2
Aznar / Lebón Volumen 2 es el segundo álbum del dúo Aznar / Lebón, lanzado en 2007.
Al igual que el Volumen 1, fue grabado en vivo en marzo de 2007, en el teatro ND Ateneo de Buenos Aires.

## Lista de temas
1. Tu amor
2. Ya no hay forma de pedir perdón
3. El tiempo es veloz
4. Tu llegada
5. Muriendo por vivir
6. Después de todo el tiempo
7. Sin decir adiós
8. Traición
9. Nos veremos otra vez
10. Noche de perros
11. 32 macetas / Voy a mil / Mientes
12. Seminare

## Músicos
- David Lebón: Guitarra Acústica, Guitarra Eléctrica, Armónica y voz.
- Pedro Aznar: Bajo Acústico, Bajo Fretless, Guitarra Acústica, Piano Eléctrico y voz.
- Andrés Beewsaert: Piano Eléctrico, Sintetizadores, Programación de Batería Electrónica, Efectos y coros.